# Länsileton alue
Länsileton alue este o arie protejată (arie specială de conservare — SAC, sit de importanță comunitară — SCI) din Finlanda întinsă pe o suprafață de 2.036 ha, integral marine.

## Localizare
Centrul sitului Länsileton alue este situat la coordonatele 60°11′05″N 26°50′57″E / 60.1846°N 26.8492°E.

## Înființare
Situl Länsileton alue a fost declarat sit de importanță comunitară în martie 2012 pentru a proteja un număr necunoscut de specii din flora spontană și fauna sălbatică aflate în arealul zonei. Situl a fost protejat și ca arie specială de conservare în aprilie 2015.

## Biodiversitate
Situată în ecoregiunea boreală, aria protejată conține 2 habitate naturale: Bancuri de nisip acoperite în permanență slab de apă marină, Recifuri.
La baza desemnării sitului se află un număr nedeclarat de specii protejate.